# 飯田直樹
飯田 直樹（いいだ なおき）は、日本の弁護士（第一東京弁護士会） 。弁護士法人黒田法律事務所に所属。

## 人物
一般の企業法務に限らず、株主総会指導、取締役会対応、各種第三者委員会等のコーポレート分野において、平易な言葉で明確な選択肢を示すリーガルサービスを提供している。 また、複数の会社において社外取締役・社外監査役に就任し、企業価値の向上に向け、経営者に“気づき”をもたらすようなコメントを心がけるとともに、これらの経験を活かして、クライアント企業の経営判断に資するリーガルアドバイスを目指している。 また、企業経営に関する日常の法務相談についても、速やか、かつ、きめ細やかに対応している。

## 略歴
- 1987年  3月　立教大学経済学部経済学科卒業
- 1987年  4月　株式会社丸井
- 1997年  4月　司法修習生
- 1999年  4月　成和共同法律事務所（成和明哲法律事務所）弁護士
- 2002年  2月　トレイダーズ証券株式会社 社外監査役（現：トレイダーズホールディングス株式会社）
- 2006年  8月　バリオセキュア・ネットワークス株式会社 社外取締役（現：バリオセキュア株式会社）
- 2008年10月　株式会社山野楽器 監査役
- 2009年11月　株式会社文教堂グループホールディングス 社外取締役[2]
- 2011年  6月　富士紡ホールディングス株式会社 社外監査役[3]・買収防衛策 独立委員
- 2014年  6月　登録政治資金監査人[4]
- 2018年  2月　株式会社キャンドゥ 社外取締役（監査等委員）[5]
- 2018年  9月　弁護士法人黒田法律事務所パートナー弁護士[6]
- 2019年  9月　株式会社キャンドゥ 指名・報酬委員会 委員
- 2025年 6月　エイベックス株式会社 補欠社外取締役（監査等委員）

## 主な活動
- 第一東京弁護士会会社法部会会員
- 立教経済人クラブ